# Christofer Stevenson
Christofer Stevenson (Göteborg, 25 d'abril de 1982) és un ciclista suec, que fou professional del 2007 al 2012. Del seu palmarès destaca el campionat nacional de 2013.

## Palmarès
- 2005
  - 1r a la Scandinavian Open Road Race
- 2008
  - 1r al Tour de Loir i Cher
- 2009
  - Vencedor d'una etapa a l'Olympia's Tour
- 2012
  -  Campió de Suècia en ruta